# Papa Noël (chanteur)
Pour les articles homonymes, voir Papa Noël et Noël (homonymie).
Antoine Nedule-Monswet, plus connu sous le nom d’artiste Papa Noël, est un chanteur et guitariste kino-congolais et auteur- compositeur congolais, né 29 décembre 1940 à Léopoldville et mort le 11 novembre 2024 à Draveil

## Biographie
Papa Noël est né sous le nom d'Antoine Nedule Monswet le 29 décembre 1940. En raison de son jour de naissance, il est devient connu sous le nom de « Papa Noël », et il est souvent désigné sous ce nom (sans « Nedule »). 
Il était autrefois[Quand ?] membre du groupe de soukous TP OK Jazz, dirigé par Franco Luambo, qui a dominé la scène musicale congolaise des années 1950 aux années 1980. 
Il était membre fondateur et leader du groupe Kékélé lors de sa fondation en 2000, bien que la maladie l'ait empêché de rejoindre le groupe lors de certaines de ses sessions d'enregistrement et tournées ultérieures. 
Il meurt le 11 novembre 2024 à Draveil.

## Discographie
- Put It Down (2024)
- New Look (2021, Halle Rock)
- Café Noir (2007, Tumi/ Nocturne)
- Bana Congo avec Papi Oviedo (2002, Tumi)
- Mosala Makasi avec Adan Pedroso (2001, Yard High)
- Bel Ami (2000, Sterns)
- Haute Tension (1994)
- Ya Nono (1988, Rythmes et Musique)
- Allegria (1986, Vilnair)
- Bon Samaritain (1984, I.A.D.)
- Tangawusi (1982)

### Artiste contributeur
- Le guide complet de l'or du Congo (2008, World Music Network )